# Pro Caserta 1919-1920
Questa voce raccoglie le informazioni riguardanti il Pro Caserta nelle competizioni ufficiali della stagione 1919-1920.

## Divise
| Manica sinistra · Maglietta · Manica destra · Pantaloncini · Calzettoni |

## Organigramma societario
Area direttiva
- Presidente:

Area tecnica
- Allenatore:

## Rosa
| N. |                   | Ruolo | Calciatore                 |
| -- | ----------------- | ----- | -------------------------- |
|    | Italia (bandiera) | P     | Balduzzi                   |
|    | Italia (bandiera) | D     | Olindo Giovanni Manfrenati |
|    | Italia (bandiera) |       | Azario                     |
|    | Italia (bandiera) |       | Columbo                    |
|    | Italia (bandiera) |       | Croce                      |
|    | Italia (bandiera) |       | D'Errico                   |
|    | Italia (bandiera) |       | Della Torre                |
|    | Italia (bandiera) |       | Galtrucco                  |

| N. |                   | Ruolo | Calciatore |
| -- | ----------------- | ----- | ---------- |
|    | Italia (bandiera) |       | Geltrude   |
|    | Italia (bandiera) |       | Gifossi    |
|    | Italia (bandiera) |       | Imperatore |
|    | Italia (bandiera) |       | Locarno    |
|    | Italia (bandiera) |       | Narducci   |
|    | Italia (bandiera) |       | Natale     |
|    | Italia (bandiera) | A     | Palladino  |
|    | Italia (bandiera) |       | Ventrone   |

## Risultati[2]

### Prima Categoria

#### Girone di andata
| Arbitro: | Mozetti |

|     |           |  |
| Gol | Marcatori |  |

| 30 novembre 1919 2ª giornata - Pro Caserta riposa |  | – |  |  |

| Arbitro: | Barra |

|                                     |           |                |
| Cassese 15’, 65’ (rig.) Laterza 48’ | Marcatori | 51’ Manfrenati |

| Napoli 14 dicembre 1919 4ª giornata | Pro Napoli | 13 – 0 | Pro Caserta |  |

| Arbitro: | Lucignano |

|           |           |                            |
| Galtrucco | Marcatori | Ruffino Romanelli Casabona |

#### Girone di ritorno
| Arbitro: | Lucignano (Napoli) |

|                                                          |           |                 |
| Ienni Reichlin ?’, ?’ Volpe ?’, ?’ Steiger Maisto ?’, ?’ | Marcatori | Azario Narducci |

| 11 gennaio 1920 7ª giornata - Pro Caserta riposa |  | – |  |  |

| Arbitro: | Moretti |

|                |           |                           |
| Manfrenati 47’ | Marcatori | 21’, 37’, 59’, 71’ Parodi |

| Caserta 25 gennaio 1920 9ª giornata | Pro Caserta | 0 – 2 | Pro Napoli |  |

| Arbitro: | Barra |

|                                                          |           |  |
| Molaschi ?’, ?’ Caramanna ?’, ?’ Casabona Pentone ?’, ?’ | Marcatori |  |

## Statistiche
Statistiche aggiornate al 1º febbraio 1920.

### Statistiche di squadra
| Competizione    | Punti | In casa | In casa | In casa | In casa | In casa | In casa | In trasferta | In trasferta | In trasferta | In trasferta | In trasferta | In trasferta | Totale | Totale | Totale | Totale | Totale | Totale | DR  |
| Competizione    | Punti | G       | V       | N       | P       | Gf      | Gs      | G            | V            | N            | P            | Gf           | Gs           | G      | V      | N      | P      | Gf     | Gs     | DR  |
| --------------- | ----- | ------- | ------- | ------- | ------- | ------- | ------- | ------------ | ------------ | ------------ | ------------ | ------------ | ------------ | ------ | ------ | ------ | ------ | ------ | ------ | --- |
| Prima Categoria | 2     | 4       | 1       | 0       | 3       | 3       | 9       | 4            | 0            | 0            | 4            | 3            | 31           | 8      | 1      | 0      | 7      | 6      | 40     | -34 |
| Totale          | 2     | 4       | 1       | 0       | 3       | 3       | 9       | 4            | 0            | 0            | 4            | 3            | 31           | 8      | 1      | 0      | 7      | 6      | 40     | -34 |

### Statistiche dei giocatori[5]
| Giocatore       | Prima Categoria | Prima Categoria |
| Giocatore       | Presenze        | Reti            |
| --------------- | --------------- | --------------- |
| Azario          | 3               | 1               |
| Balduzzi        | 5               | -18             |
| Columbo         | 3               | 0               |
| Croce           | 5               | 0               |
| D'Errico        | 5               | 0               |
| Della Torre     | 5               | 0               |
| Galtrucco       | 3               | 1               |
| Geltrude        | 1               | 0               |
| Gifossi         | 1               | 0               |
| Imperatore      | 2               | 0               |
| Locarno         | 2               | 0               |
| O.G. Manfrenati | 5               | 2               |
| Narducci        | 1               | 1               |
| Natale          | 3               | 0               |
| Palladino       | 4               | 0               |
| Vetrone         | 5               | 0               |